# 奧廖爾林區國家公園

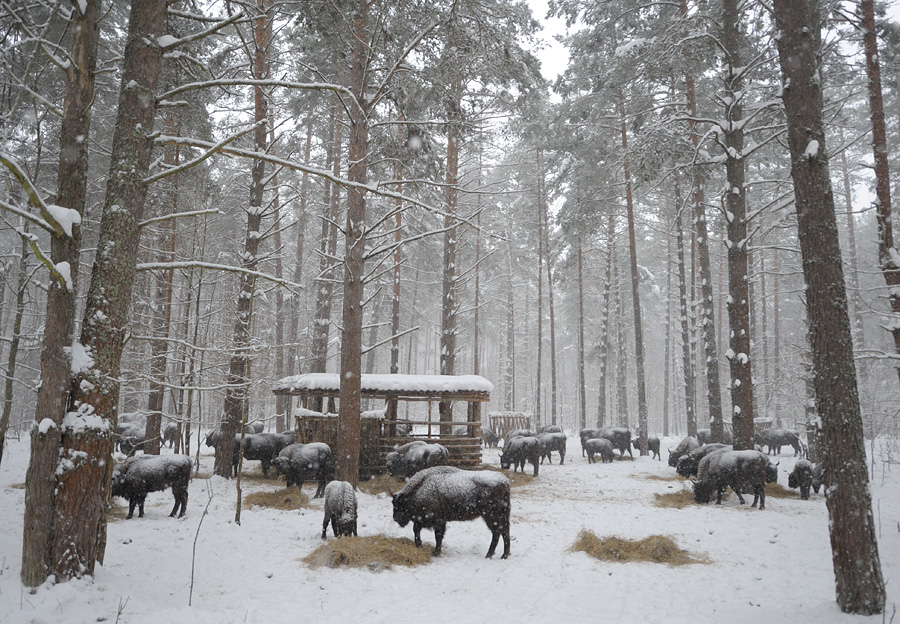

奧廖爾林區國家公園是俄羅斯的國家公園，位於該國西部奧廖爾州，處於中俄羅斯高地中部，成立於1994年1月9日，面積777平方公里，有26種魚類、11種兩棲類、7種爬蟲類、174種鳥類、49種哺乳類動物棲息。